# Pygame
Pygame est une bibliothèque libre multiplate-forme qui facilite le développement de jeux vidéo temps réel avec le langage de programmation Python.

## Description
Elle est distribuée selon les termes de la licence GNU LGPL.
Construite sur la bibliothèque SDL, elle permet de programmer la partie multimédia (graphismes, son et entrées au clavier, à la souris ou au joystick), sans se heurter aux difficultés des langages de bas niveaux comme le C et ses dérivés. Cela se fonde sur la supposition que la partie multimédia, souvent la plus contraignante à programmer dans un tel jeu, est suffisamment indépendante de la logique même du jeu pour qu'on puisse utiliser un langage de haut niveau (en l'occurrence le Python) pour la structure du jeu.
Pygame, en plus d'adapter la SDL au Python, fournit également un petit nombre de fonctions spécifiques au développement de jeux.
On peut aussi remarquer que Pygame n'est plus utilisée exclusivement pour des jeux vidéo, mais également pour des applications diverses nécessitant du graphisme.
Fin 2020, Pygame atteint sa version 2.0 après 20 ans de développement.
En 2023, à cause d'un problème interne, l'équipe de développement qui était aux côtés de René Dudfield (mainteneur actuel de Pygame), décide de se retirer pour créer pygame-ce, une version communautaire de pygame. Celle-ci offre plus de maintenance et fonctionnalités. Cette version s'appuie par ailleurs sur une méthode de gestion moins restreinte, avec un conseil de 3 membres élus par l'équipe de développement chaque année.

## Exemple
Par exemple, pour programmer un casse-briques, la SDL sera utilisée par l'intermédiaire de Pygame pour afficher les briques, la raquette et la balle. Ainsi, le programmeur pourra se concentrer sur les calculs des rebonds, des coordonnées de la balle et des destructions de briques. Des méthodes intégrées à PyGame permettront aussi de gérer les collisions entre les balles et les briques.

### Code
```
# -*- coding: utf-8 -*-

import
 
pygame

from
 
pygame.locals
 
import
 
*

pygame
.
display
.
init
()

ecran
 
=
 
pygame
.
display
.
set_mode
((
640
,
 
480
))
 
#Crée la fenêtre de tracé

image
 
=
 
pygame
.
image
.
load
(
"./pomme.png"
)
 
#charge une image à partir d'un fichier

ecran
.
blit
(
image
,
 
(
0
,
0
))
 
#Colle l'image en haut à gauche de la fenêtre de tracé (ici, l'écran)

pygame
.
display
.
flip
()
 
#L'affichage devient effectif : l'image est rendue visible.

loop
 
=
 
True

while
 
loop
:
 
#Boucle d'événements

	
for
 
event
 
in
 
pygame
.
event
.
get
():
 
#parcours de la liste des événements

		
if
(
event
.
type
==
pygame
.
QUIT
 
or
 
(
event
.
type
==
pygame
.
KEYDOWN
 
and
 
event
.
key
==
pygame
.
K_ESCAPE
)):
 
#interrompt la boucle si nécessaire

			
loop
 
=
 
False

pygame
.
quit
()

```